# Something in the Way You Move
«Something in the Way You Move» es una canción de la cantante inglesa Ellie Goulding de su tercer álbum de estudio, Delirium (2015). La canción fue lanzada como un "Contemporary hit radio" en los Estados Unidos el 19 de enero de 2016. 
Alcanzó el número 51 en el Singles Chart de Reino Unido y el número 43 en la Billoard Hot 100 en Estados Unidos.

## Composición
"Something in the Way You Move" es una canción de electropop, con un tempo de 108 beats por minuto y usa los acordes A, B, C # m y E. Líricamente, La canción describe una desafortunada atracción por alguien.
Alexis Pedritis de The Guardian señaló similitudes entre la canción y "Love Me Like You Do", otra canción de Delirium, diciendo que tiene "un coro prácticamente idéntico". Eve Barlow de Spin escribió que el coro recuerda a los años ochenta.

## Posicionamiento en listas
| Lista (2015−16)                           | Mejor posición |
| ----------------------------------------- | -------------- |
| Alemania (Media Control AG)               | 70             |
| Argentina (Monitor Latino)                | 10             |
| Australia (ARIA)                          | 46             |
| Austria (Ö3 Austria Top 40)               | 52             |
| Bélgica (Flandes) (Ultratop 50)           | 17             |
| Bélgica (Valonia) (Ultratop 50)           | 23             |
| Canadá (Canadian Hot 100)                 | 59             |
| Canadá (Canada AC)                        | 30             |
| Canadá (CHR/Top 40)                       | 26             |
| Canadá (Hot AC)                           | 13             |
| Escocia (Scottish Singles Sales Chart)    | 27             |
| Eslovaquia (Rádio Top 100)                | 26             |
| Eslovaquia (Singles Digitál Top 100)      | 49             |
| Estados Unidos (Billboard Hot 100)        | 43             |
| Estados Unidos (Adult Contemporary)       | 19             |
| Estados Unidos (Adult Top 40)             | 7              |
| Estados Unidos (Mainstream Top 40)        | 13             |
| Francia (SNEP)                            | 97             |
| Irlanda (IRMA)                            | 62             |
| Países Bajos (Dutch Top 40)               | 32             |
| Países Bajos (Mega Single Top 100)        | 69             |
| Polonia (Polish Airplay Top 100)          | 5              |
| Reino Unido (Official Charts Company)     | 51             |
| República Checa (Singles Digitál Top 100) | 35             |
| Suecia (Sverigetopplistan)                | 1              |
| Suiza (Schweizer Hitparade)               | 58             |